# Tetanocera ferriginea
Tetanocera ferriginea är en tvåvingeart som beskrevs av Fallen 1820. Tetanocera ferriginea ingår i släktet Tetanocera och familjen kärrflugor. Inga underarter finns listade i Catalogue of Life.